# Brodniczka (dopływ Drwęcy)
Brodniczka (Brodniczanka) – struga, prawobrzeżny dopływ Drwęcy o długości 23,268km. Odwadnia obszar o powierzchni 89,967 km². Zlewnia strugi ma charakter rolniczy, użytki rolne zajmują ponad 50% jej powierzchni, lasy – 27% powierzchni. Wskaźnik jeziorności zlewni wynosi 6,5%. Struga przepływa przez kilka jezior, m.in. jezioro Wysokie Brodno i jezioro Niskie Brodno.